# Pablo Arboine
Pablo César Arboine Carmona (Guápiles, 3 aprile 1998) è un calciatore costaricano, difensore dello Sporting San José in prestito dal Saprissa.

## Carriera

### Club
Arboine ha cominciato la carriera con la maglia del Santos de Guápiles. Ha esordito in Primera División in data 10 febbraio 2016, schierato titolare nella sconfitta casalinga per 0-1 patita contro il Municipal Liberia.
L'8 agosto 2017 ha esordito nelle competizioni internazionali per club, impiegato dal primo minuto nella vittoria per 1-2 arrivata sul campo del San Juan Jabloteh, sfida valida per la CONCACAF League 2017.
Il 19 agosto successivo ha trovato il primo gol nella massima divisione costaricana, contribuendo al successo per 4-2 sul Municipal Liberia.
Il 22 febbraio 2019 è passato a titolo definitivo ai norvegesi del Sarpsborg 08, a cui si è legato con un contratto triennale.
Il 12 agosto successivo è stato ceduto in prestito ai danesi dell'HB Køge, per il resto del 2019: ha scelto di vestire la maglia numero 3.
Il 6 dicembre 2019 è passato al San Carlos con la medesima formula.

### Nazionale
A livello giovanile, Arboine ha vestito la maglia della Costa Rica under 17, Under-20 e Under-21. Ha esordito in nazionale maggiore il 2 febbraio 2019, schierato titolare nella partita amichevole persa contro gli Stati Uniti col punteggio di 2-0.

## Statistiche

### Presenze e reti nei club
Statistiche aggiornate al 5 aprile 2020.
| Stagione                  | Club                      | Campionato                | Campionato | Campionato | Coppe nazionali | Coppe nazionali | Coppe nazionali | Coppe continentali | Coppe continentali | Coppe continentali | Supercoppe | Supercoppe | Supercoppe | Totale | Totale |
| Stagione                  | Club                      | Comp                      | Pres       | Reti       | Comp            | Pres            | Reti            | Comp               | Pres               | Reti               | Comp       | Pres       | Reti       | Pres   | Reti   |
| ------------------------- | ------------------------- | ------------------------- | ---------- | ---------- | --------------- | --------------- | --------------- | ------------------ | ------------------ | ------------------ | ---------- | ---------- | ---------- | ------ | ------ |
| 2015-2016                 | Santos de Guápiles        | PD                        | 5          | 0          | -               | -               | -               | -                  | -                  | -                  | -          | -          | -          | 5      | 0      |
| 2016-2017                 | Santos de Guápiles        | PD                        | 8          | 0          | -               | -               | -               | -                  | -                  | -                  | -          | -          | -          | 8      | 0      |
| 2017-2018                 | Santos de Guápiles        | PD                        | 30         | 5          | -               | -               | -               | CL                 | 2                  | 0                  | -          | -          | -          | 32     | 5      |
| 2018-feb. 2019            | Santos de Guápiles        | PD                        | 14         | 1          | -               | -               | -               | CL                 | 2                  | 1                  | -          | -          | -          | 16     | 3      |
| Totale Santos de Guápiles | Totale Santos de Guápiles | Totale Santos de Guápiles | 57         | 6          |                 | -               | -               |                    | 4                  | 1                  |            | -          | -          | 61     | 7      |
| feb.-ago. 2019            | Sarpsborg 08              | ES                        | 0          | 0          | CN              | 0               | 0               | -                  | -                  | -                  | -          | -          | -          | 0      | 0      |
| ago.-dic. 2019            | HB Køge                   | 1D                        | 0          | 0          | CD              | 1               | 0               | -                  | -                  | -                  | -          | -          | -          | 1      | 0      |
| gen.-giu. 2020            | Santos de Guápiles        | PD                        | 10         | 0          | -               | -               | -               | CCL                | 1                  | 0                  | -          | -          | -          | 11     | 0      |
| Totale                    | Totale                    | Totale                    | 67         | 6          |                 | 1               | 0               |                    | 5                  | 1                  |            | -          | -          | 73     | 7      |

### Cronologia presenze e reti in nazionale
| Cronologia completa delle presenze e delle reti in nazionale ― Costa Rica | Cronologia completa delle presenze e delle reti in nazionale ― Costa Rica | Cronologia completa delle presenze e delle reti in nazionale ― Costa Rica | Cronologia completa delle presenze e delle reti in nazionale ― Costa Rica | Cronologia completa delle presenze e delle reti in nazionale ― Costa Rica | Cronologia completa delle presenze e delle reti in nazionale ― Costa Rica | Cronologia completa delle presenze e delle reti in nazionale ― Costa Rica | Cronologia completa delle presenze e delle reti in nazionale ― Costa Rica |
| Data                                                                      | Città                                                                     | In casa                                                                   | Risultato                                                                 | Ospiti                                                                    | Competizione                                                              | Reti                                                                      | Note                                                                      |
| ------------------------------------------------------------------------- | ------------------------------------------------------------------------- | ------------------------------------------------------------------------- | ------------------------------------------------------------------------- | ------------------------------------------------------------------------- | ------------------------------------------------------------------------- | ------------------------------------------------------------------------- | ------------------------------------------------------------------------- |
| 2-2-2019                                                                  | San Jose                                                                  | Stati Uniti                                                               | 2 – 0                                                                     | Costa Rica                                                                | Amichevole                                                                | -                                                                         | 86’                                                                       |
| 15-6-2023                                                                 | Carson                                                                    | Costa Rica                                                                | 0 – 1                                                                     | Guatemala                                                                 | Amichevole                                                                | -                                                                         |                                                                           |
| 20-6-2023                                                                 | Chester                                                                   | Ecuador                                                                   | 3 – 1                                                                     | Costa Rica                                                                | Amichevole                                                                | -                                                                         |                                                                           |
| 30-6-2023                                                                 | Harrison                                                                  | El Salvador                                                               | 0 – 0                                                                     | Costa Rica                                                                | Gold Cup 2023 - 1º turno                                                  | -                                                                         | 89’                                                                       |
| 4-7-2023                                                                  | Harrison                                                                  | Costa Rica                                                                | 6 – 4                                                                     | Martinica                                                                 | Gold Cup 2023 - 1º turno                                                  | -                                                                         | 82’                                                                       |
| 8-7-2023                                                                  | Arlington                                                                 | Messico                                                                   | 2 – 0                                                                     | Costa Rica                                                                | Gold Cup 2023 - Quarti di finale                                          | -                                                                         | 83’                                                                       |
| 16-11-2023                                                                | San José                                                                  | Costa Rica                                                                | 0 – 3                                                                     | Panama                                                                    | CONCACAF Nations League 2023-2024 - Quarti di finale                      | -                                                                         | 43’                                                                       |
| 2-2-2024                                                                  | San José                                                                  | Costa Rica                                                                | 2 – 0                                                                     | El Salvador                                                               | Amichevole                                                                | -                                                                         |                                                                           |
| 23-3-2024                                                                 | Frisco                                                                    | Costa Rica                                                                | 3 – 1                                                                     | Honduras                                                                  | CONCACAF Nations League 2023-2024 - Play-off                              | -                                                                         |                                                                           |
| Totale                                                                    |                                                                           | Presenze                                                                  | 9                                                                         |                                                                           | Reti                                                                      | 0                                                                         |                                                                           |